# Bora Bora

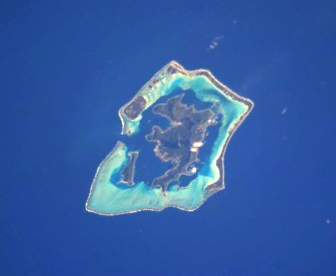
Ảnh của NASA

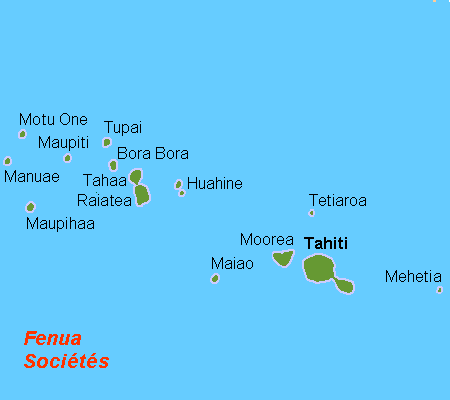
Polynésie thuộc Pháp

Bora Bora là một hòn đảo tại Polynésie thuộc Pháp, một cộng đồng hải ngoại của Pháp ở Thái Bình Dương. Tên ban đầu của các hòn đảo trong ngôn ngữ Tahitian chính xác hơn có thể là Pora Pora, nghĩa là "sinh ra đầu tiên". Hòn đảo cách Papeete khoảng 230 km (140 dặm) phía tây bắc, đảo được bao bọc bởi một đầm phá và một rạn san hô. Trung tâm của đảo là những tàn tích của một ngọn núi lửa đã tắt và tạo thành hai đỉnh núi, Núi Pahia và Núi Otemanu, điểm cao nhất là 727 mét (2.385 ft).
Bora Bora là một trọng điểm du lịch quốc tế, nổi tiếng với khu nghỉ mát sang trọng. Hòn đảo này có sân bay Bora Bora ở phía bắc, bên cạnh St Regis Resort. Air Tahiti có các chuyến bay hàng ngày đến và đi từ Papeete ở Tahiti. Theo một điều tra dân số thực hiện trong năm 2008, dân số thường trú của Bora Bora là 8.880.

## Hành chính
Hòn đảo này là một phần hành chính của đô thị Bora Bora-, gồm bản thân hòn đảo và một số hòn đảo khác. Phần lớn các công chức của chính quyền là từ Mẫu quốc Pháp (phần lãnh thổ Pháp tại châu Âu) cử sang. Thống đốc của Polynésie thuộc Pháp, Gaston Tong Sang cũng là thị trưởng hiện tại của Bora Bora..

## Thư viện ảnh

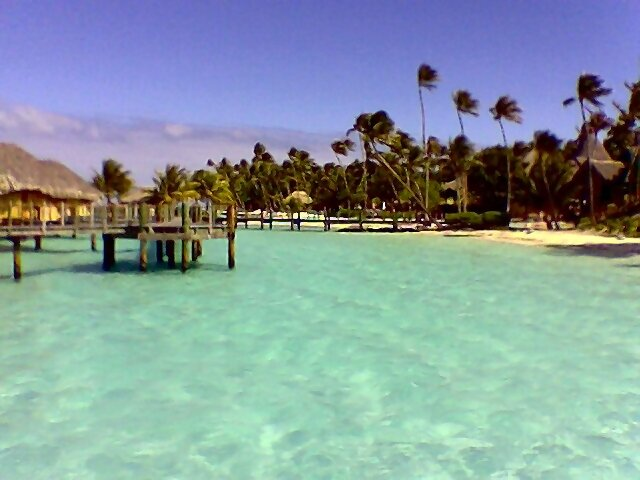
Bora Bora Pearl Beach Resort
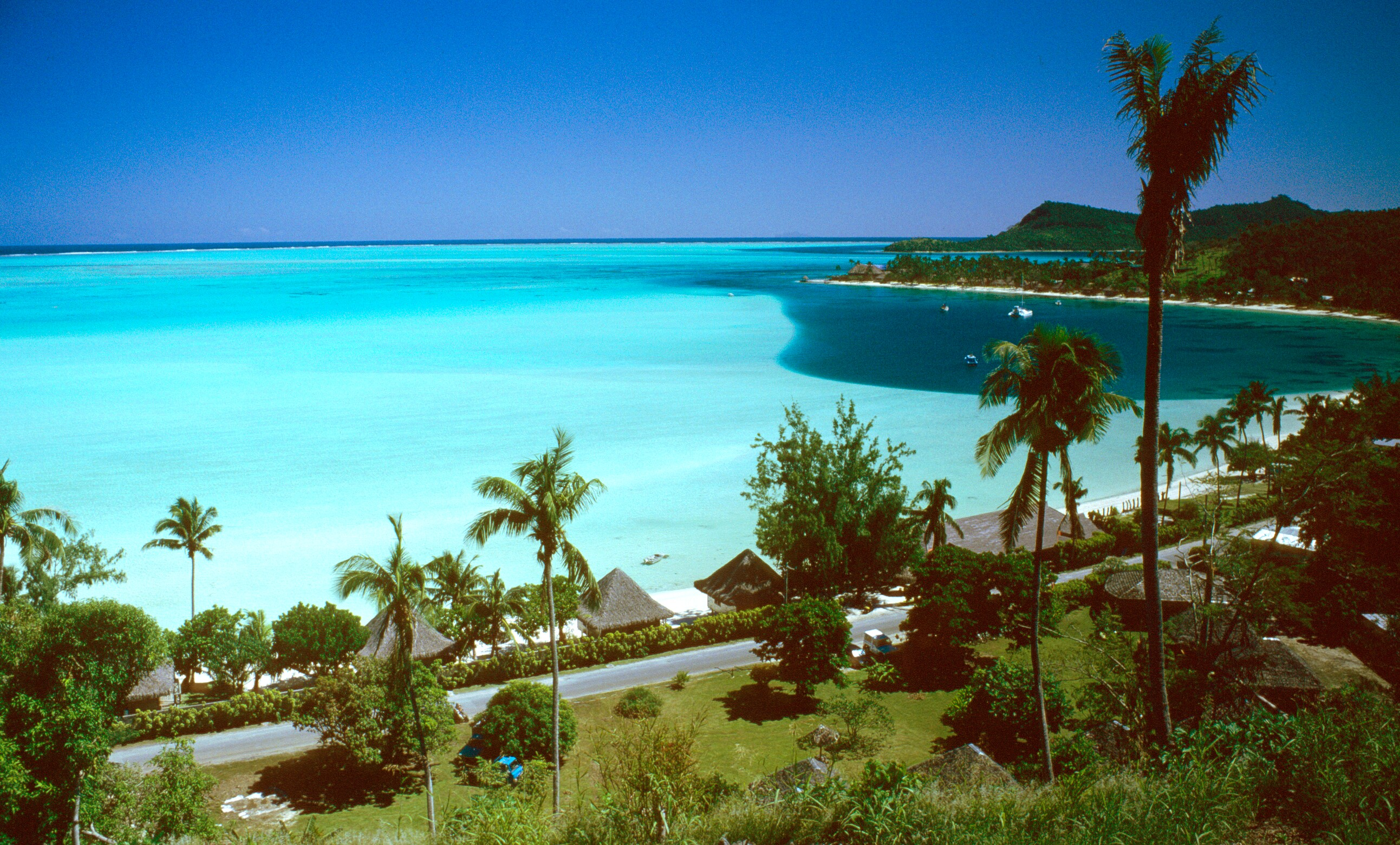
Matira Beach and Lagoon
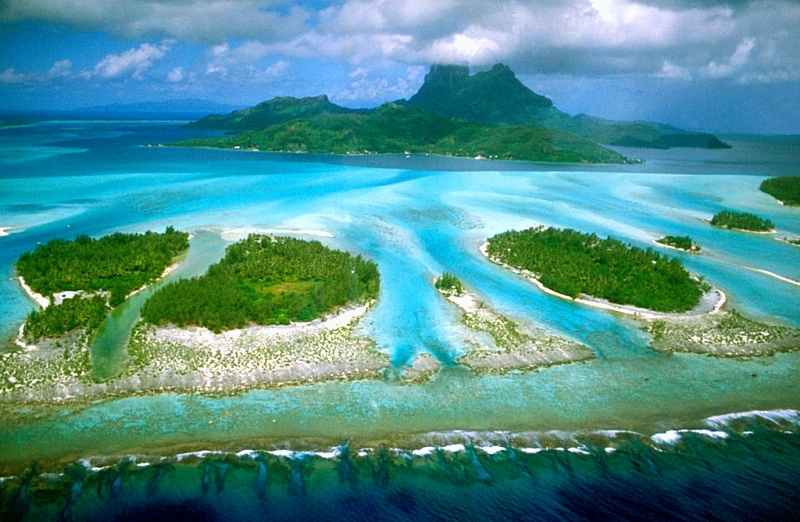
Bora Bora nhìn từ trên không
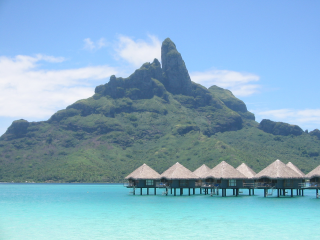
Núi Otemanu
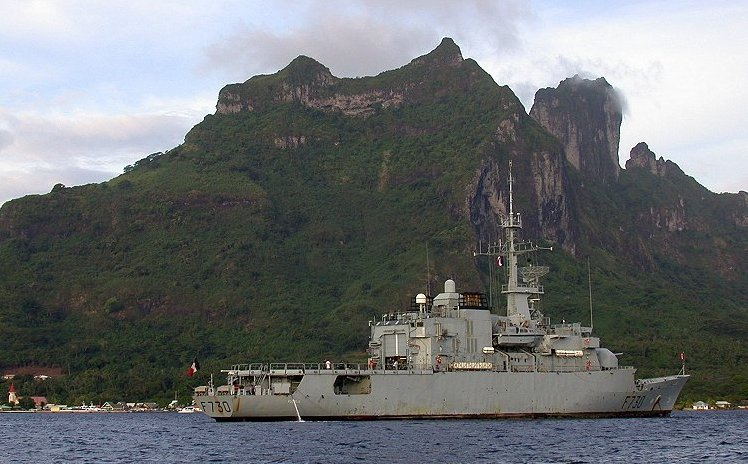
Tàu khu trục nhỏ của Pháp Floreal ở Bora Bora
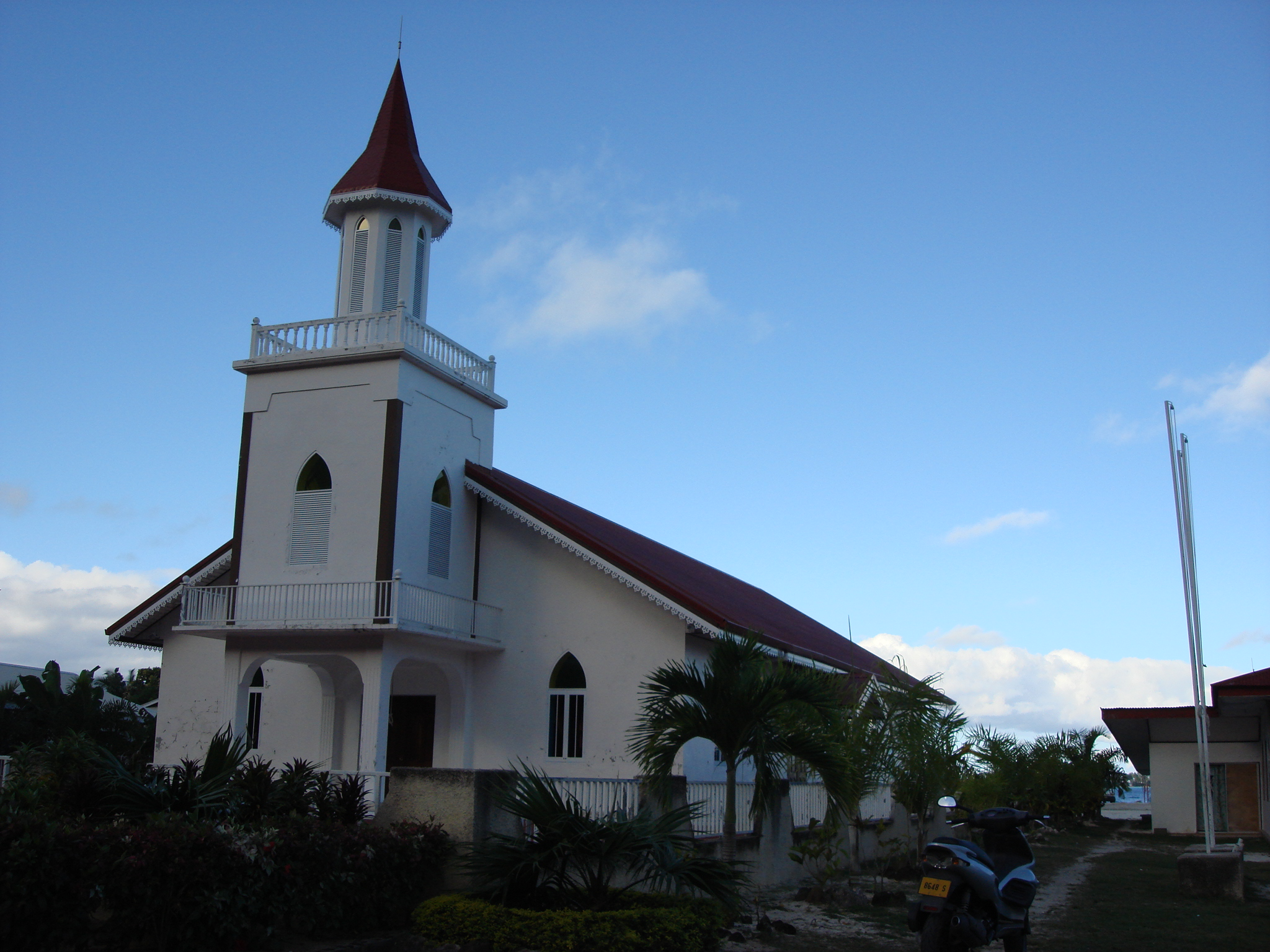
Nhà thờ Tin lành in Anau
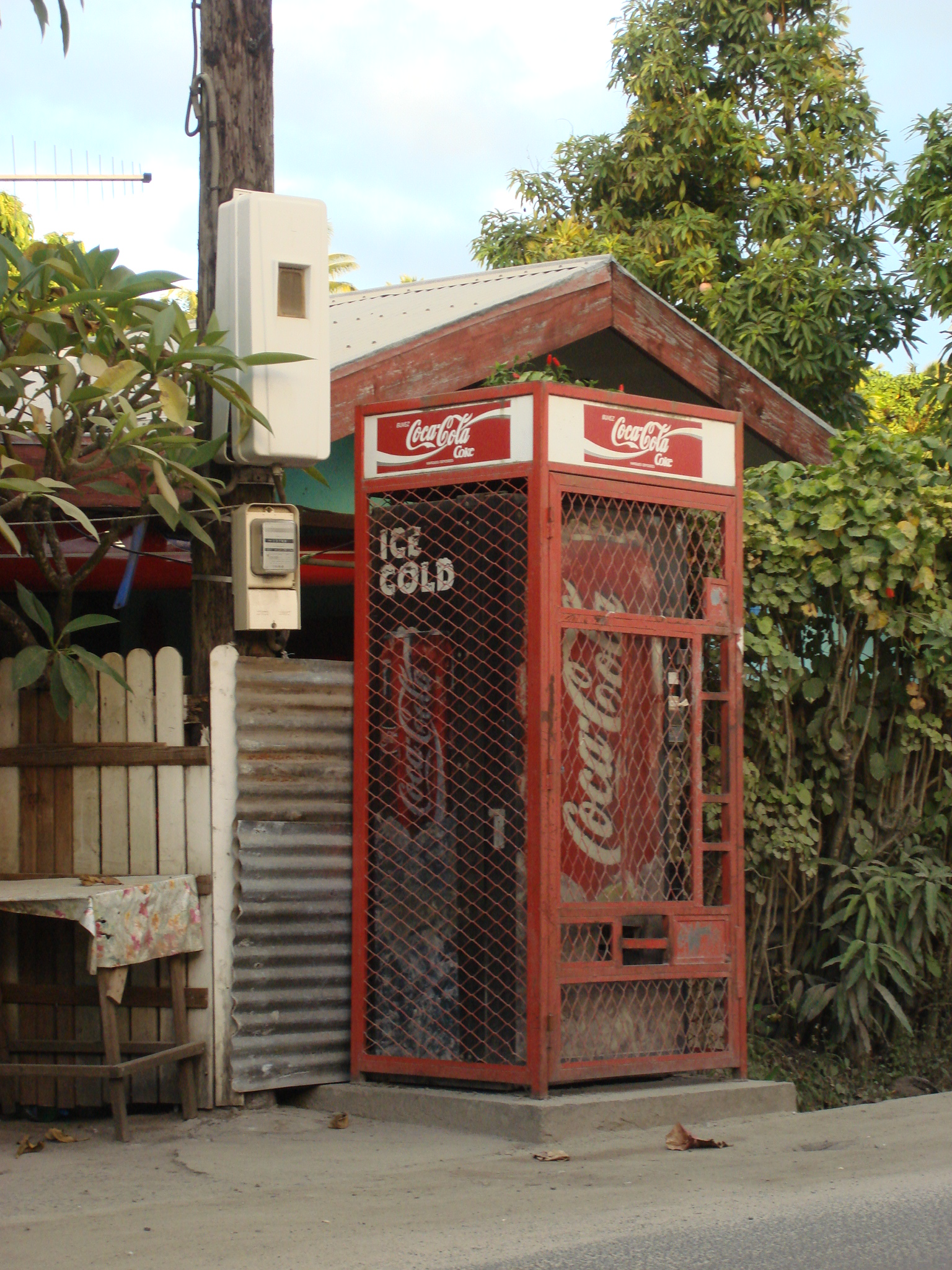
Máy bán Coca-Cola ở Vaitape
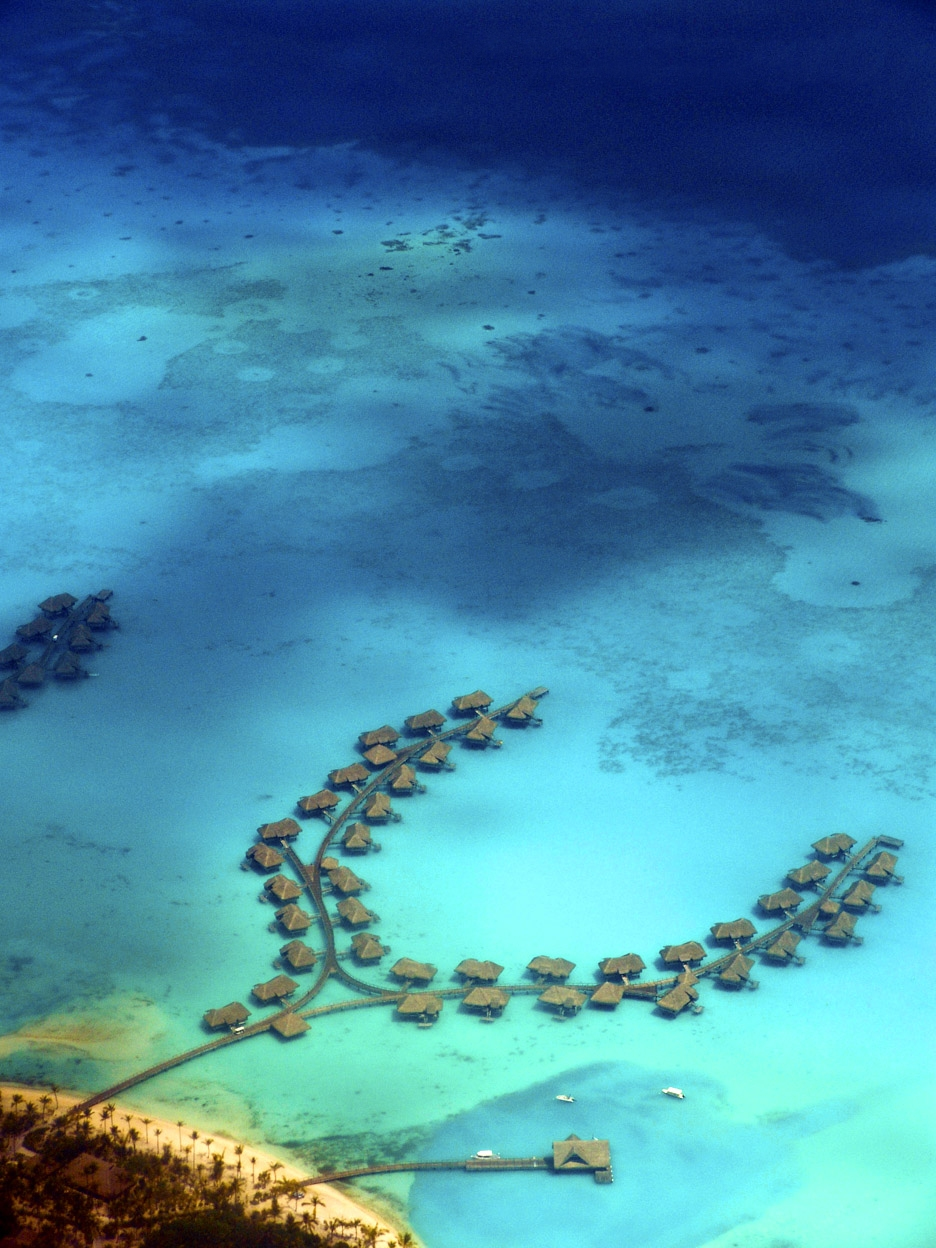
Bora Bora
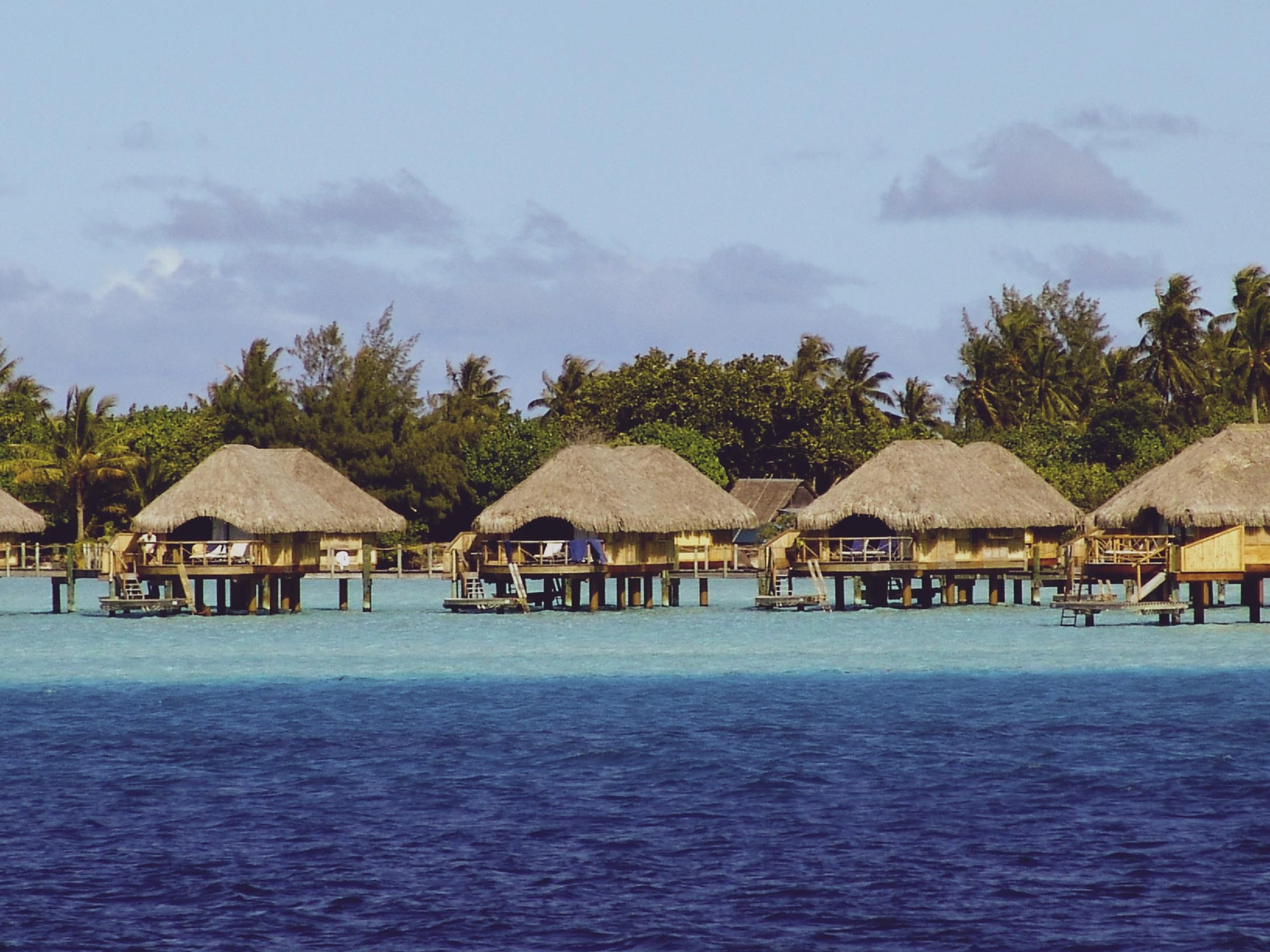
Bora Bora.